# Luftangreb
Et luftangreb er et militært angreb ved hjælp af flystyrker på enten en formodet eller bekræftet fjendtlig position på jorden. Luftangreb udføres normal af bombefly, jagerbombere eller droner. Våbnene, som bruges i luftangreb, kan variere fra maskingeværer over missiler til forskellige typer af bomber. Luftangreb har oftest karakter af strategisk bombning, som er angreb, der specifikt er rettet mod fabrikker, jernbaner, olieraffinaderier, militæranlæg eller andre mål af militær betydning.
Taktiske luftangreb følges ofte op af artilleri-, kampvogns- eller infanteriangreb afhængig af situationen. Luftangreb benyttes normalt, når landstyrker er ineffektive over for målet, de skal ramme, eller hvis de er uden for rækkevidde for det mål, der skal angribes.